# Raphael Simon Ndingi Mwana'a Nzeki
Raphael Simon Ndingi Mwana'a Nzeki (Mwala, condado de Machakos;  25 de diciembre de 1931-Nairobi, 31 de marzo de 2020) fue un obispo católico keniata.

## Biografía

### Formación
Finalizados los estudios primarios ingresó en el seminario de Kiserian, Kajiado. 

### Sacerdocio
Fue ordenado sacerdote en 1961. 

### Episcopado
El 29 de mayo de 1969 fue nombrado obispo de la diócesis de Machakos por el papa Pablo VI, el 1 de agosto fue trasladado a la diócesis de Nakuru, donde permaneció hasta 1996. Trabajó por las reformas políticas en Kenia durante la década de los años 90, denunciando públicamente al gobierno por las matanzas de cientos de personas en el Valle del Rift a consecuencia de los enfrentamientos étnicos durante las elecciones de 1992 y del sistema Mlongo de votación introducido durante la dictadura de Kanu, que consistía en que los votantes se pongan en fila, de pie, detrás de su candidato.
El 14 de junio de 1996 el papa Juan Pablo II le nombró Arzobispo Coadjutor de Nairobi comenzando su periodo como arzobispo a partir de abril de 1997 hasta su retiro por edad en el año 2007 siendo a partir de entonces arzobispo emérito de Nairobi.

### Fallecimiento
Falleció a los ochenta y ocho años en el hospital de Mater Misericordiae de Nairobi el 31 de marzo de 2020 a causa de una enfermedad.